# Svatby podle Homera
Svatby podle Homera (v anglickém originále There's Something About Marrying) jsou 10. díl 16. řady (celkem 345.) amerického animovaného seriálu Simpsonovi. Scénář napsal J. Stewart Burns a díl režírovala Nancy Kruseová. V USA měl premiéru dne 20. února 2005 na stanici Fox Broadcasting Company a v Česku byl poprvé vysílán 24. června 2007 na stanici ČT2.

## Děj
Bart a Milhouse trápí turistu jménem Howell Huser, kterého pak tyrani Dolph, Jimbo a Kearney vyženou z města. Později se ukáže, že Huser je mediálně známá osobnost, a objeví se v ranní televizní show, kde varuje turisty před návštěvou Springfieldu, což způsobí krach springfieldského turistického ruchu. Starosta Quimby uspořádá na radnici mimořádnou schůzi, aby problém vyřešil, a po mnoha nesmyslných návrzích Líza navrhne, aby Springfield legalizoval manželství osob stejného pohlaví, a nalákal tak návštěvníky do svého města. Celý Springfield s Líziným nápadem nadšeně souhlasí a město natočí reklamu, která se vysílá po celé Americe a přesvědčí stovky homosexuálních párů, aby přijely do Springfieldu. Reverend Lovejoy však trvá na tom, že Bible manželství osob stejného pohlaví zakazuje, a odmítá oddávat homosexuální páry. Když se Homer dozví, že faráři dostávají za každý pár 200 dolarů, upustí od svého odporu k tomuto procesu a sám se s pomocí online „elektronické biskupské“ církve stane farářem, načež oddá všechny homosexuální páry ve městě. 
Mezitím se v domě rodiny Simpsonových Patty přizná k lesbické orientaci, prohlásí, že miluje profesionální golfistku Veroniku, a požádá Homera, aby je oddal. Zatímco Homer Pattyinu sexualitu akceptuje (čímž na chvíli zlepší jejich vztah), nepříjemná Marge ji pokárá za to, že to neřekla jejich rodině, a trvá na tom, aby si Patty vzala muže. Patty se rozzlobí a vynadá Marge, že se chová pokrytecky, když se k těmto otázkám staví liberálně, a poukáže na to, že nedokáže přijmout sexualitu jejich rodiny takovou, jaká je. Před svatbou Marge náhodou zjistí, že Veronika je ve skutečnosti muž. Rozhodne se o tom mlčet, protože Patty si bude brát muže. 
Během svatebního obřadu se Marge obzvlášť dotkne Pattyino upřímné vyznání lásky k Veronice. To Marge přiměje, aby před celým svatebním shromážděním prozradila Veroničino skutečné pohlaví, což Patty velmi vyděsí. „Veronika“ se ukáže jako heterosexuální cisgender muž jménem Leslie Robin Swisher. Leslie vysvětlí, že se vydával za ženu, aby se mohl dostat na golfovou tour LPGA. Leslie se pak Patty zeptá, zdali si ho chce ještě vzít, ale Patty hrubě odmítne. 
Poté se Marge s Patty usmíří, když jí řekne, že se poučila a přijala skutečnost, že Patty je lesbička. V metareferenci na tendenci seriálu epizodicky se vracet ke statu quo ante Líza poznamená, že tím Homerovy svatební záležitosti končí, a Bart se zeptá: „Proč?“. 
Patty a její druhá sestra Selma pak jdou nechat na letišti bez dozoru zavazadlo, aby se seznámily s pracovníky ochranky, se kterými by mohly randit.

## Produkce
Epizodu napsal spoluproducent J. Stewart Burns a režírovala ji Nancy Kruseová. Práce na epizodě začaly v březnu 2004, po svatbách stejného pohlaví v San Franciscu v roce 2004, tedy v období února 2004, kdy město vydávalo povolení k sňatku párům stejného pohlaví. To posloužilo štábu Simpsonových jako inspirace pro díl Svatby podle Homera. Zápletka, v níž se Springfield snaží zvýšit turistický ruch marketingem směrem k LGBT komunitě, měla také reálný základ. Příkladem může být Fort Lauderdale, které se v polovině roku 2000 stalo oblíbenou turistickou destinací pro gaye a lesby. Výkonný producent Al Jean uvedl, že o natočení dílu měli zájem, protože mohli prozkoumat různé postoje různých postav k manželství homosexuálů a zároveň zůstat neutrální. „Líza si myslí, že je to dobré pro občanská práva. Reverend místní protestantské církve je proti tomu. Jiní lidé si myslí, že do města přijedou turisté. Starosta Quimby chce peníze. My ani tak nezaujímáme stanovisko, jako spíš zkoumáme postoje všech,“ komentoval to.
Matt Groening, tvůrce seriálu Simpsonovi, uvedl, že štáb chtěl Patty ukázat jako homosexuálku, protože její vykreslení jako „lásky chtivé staré panny (…) působilo v seriálu staře“. Již dříve se objevily náznaky o Pattyině orientaci.

## Témata a analýzy
Dějová linie epizody se točí kolem homosexuality – v Simpsonových je to potřetí. Prvním dílem byla Homerova fobie z 8. řady a druhým Čtyřprocentní trojka ze 14. řady, oba získaly cenu Primetime Emmy za vynikající animovaný pořad. Tentokrát se soustředil na právo homosexuálů uzavírat manželství a coming out jedné z postav. V epizodě je Homer zobrazen jako tolerantní k homosexualitě, zatímco v Homerově fobii je zobrazen jako silně homofobní Vev dílu  Svatbách podle Homera rodina Simpsonových získá nového přítele, od kterého se Homer distancuje poté, co zjistí, že je gay. Obává se také, že přítel bude mít negativní vliv na Barta, a rozhodne se zajistit Bartovu heterosexualitu tím, že ho bude brát na mužné věci, jako je lov. Jak píše James Delingpole z deníku The Daily Telegraph, poprvé po Homerově fobii začal být Homer zobrazován jako osvícený v otázce homosexuality.
Podle publikace Zeek: A Jewish Journal of Thought and Culture a Value War: Public Opinion and the Politics of Gay Rights to byl kontroverzní lesbický coming out hlavní postavy (kterou hrála Ellen DeGeneresová) v sitcomu Ellen v roce 1997, který připravil půdu pro Pattyin coming out v této epizodě, stejně jako pro mnoho dalších homosexuálních postav v jiných televizních pořadech. Jim Elledge ve své knize Queers in American Popular Culture poznamenal, že na rozdíl od mnoha epizod seriálu Simpsonovi, které procházejí určitou situací a během závěru se vše vrátí do normálu, v této epizodě tomu tak není. Poznamenal, že štáb seriálu mohl na konci epizody udělat z Patty opět heterosexuálku a nechat to tak, jak to bylo předtím, tím, že by si vzala Leslieho. Místo toho to ukončili způsobem, který by mohl být potenciálně vnímán jako nechutný pro heteronormativní publikum, tím, že Patty vykřikla na Leslieho nabídku k sňatku „Ne! Mám ráda holky!“. Autor také poznamenal, že je možné, že štáb Simpsonových zvolil Patty jako lesbu místo mužské postavy, protože lesbičky byly v televizi „tradičně považovány za přijatelnější“. Patty se však „nedržela erotizované mužské lesbické fantazie ani nezapadala do zamilované asexuální podoby komediální lesbičky“, která byla dříve k vidění v pořadech, jako je Ellen. Místo toho je Patty „hrubá, neomalená a nestydí se deklarovat své sexuální preference“, což ji podle Elledge mohlo učinit pro některé diváky nepřijatelnou.
V době kolem původního vysílání epizody na začátku roku 2005 byla otázka manželství osob stejného pohlaví jedním z nejžhavějších politických témat v Americe, což bylo zvláště aktuální téma během tehdejších prezidentských voleb ve Spojených státech. Marty Kaplan, profesor na Annenberg School for Communication a rozhlasový moderátor na rádiu Air America, se vyjádřil, že epizoda říká „těm, kteří démonizují homosexualitu, nebo tomu, čemu říkají homosexuální agenda“, vše od „rozjasněte se“ až po „vypadněte z města“. Sharon Waxmanová v článku o Svatbách podle Homera pro The New York Times napsala, že „jako nejdéle vysílaná televizní situační komedie nejsou Simpsonovým cizí ožehavá společenská, náboženská a politická témata, zesměšňují mimo jiné poruchy šatníku, hollywoodské liberály a znovuzrozené křesťany“.

## Spekulace, reklama a vysílání
Epizoda byla původně vysílána 20. února 2005 ve Spojených státech. Již dlouho před vysíláním epizody se objevily zprávy, že se během ní jedna z hlavních postav přizná k homosexualitě. Na konferenci Comic-Con v červenci 2004 to prozradil Al Jean: „Máme díl, ve kterém Springfield kvůli získání peněz legalizuje manželství homosexuálů. Homer se stane duchovním tak, že vstoupí na internet a vyplní formulář. Dojde k přiznání se dlouholeté postavy, ale neřeknu koho.“. To vedlo k mnoha mediálním spekulacím a propagaci epizody v tisku. Poslední taková „záhadná simpsonovská zápletka“, jak ji nazval zpravodajský server BBC News, nastala u epizody Kdo ví, kdo ovdoví?, v níž bylo před vysíláním oznámeno, že v dílu bude zabita postava, což vedlo k týdnům spekulací, než se ukázalo, že to byla Maude Flandersová.
Mezi fanoušky seriálu se rozhořela debata o tom, kdo bude postavou, u níž dojde ke coming outu, také podobná tomu, jak se před lety debatovalo o tom, kdo zastřelil postavu pana Burnse. Matt Groening na konferenci Comic-Con žertoval, že „je to Homer“. Mnozí fanoušci správně tipovali, že to bude jedna z Homerových švagrových, buď Patty, nebo Selma, zatímco jiní se domnívali, že to bude Waylon Smithers. V seriálu bylo dlouho naznačováno, že postava Smitherse je gay a miluje svého šéfa pana Burnse. Jak však píše deník The Baltimore Sun, bylo by nepravděpodobné, že by šlo o Smitherse, protože by to pro fanoušky nebylo překvapením a jeho láska k heterosexuálnímu šéfovi by mu bránila v tom, aby si vzal jinou osobu. Patty byla fanoušky a tiskem podezřívána, protože v seriálu nebyla často viděna, jak chodí s muži. Bulvární deník The Sun již v září 2004 prozradil, že postava, která se odhalí, je Patty, ačkoli to bylo považováno za fámu a Jean to nechtěl potvrdit. Sázkové kanceláře ve Spojených státech a Velké Británii přijímaly sázky na to, která postava bude odhalena jako homosexuální a zda se v epizodě objeví polibek – společnost BetUS vypsala kurz 4 : 5, že to bude Patty, zatímco Smithers měl kurz 4 : 1 a Ned Flanders 15 : 1. Na polibek byl vypsán kurz 7 : 5. BetUS uvedla, že sázkaři na jeho stránkách uzavřeli na coming out více než 900 sázek. Podle deníku The Baltimore Sun jiná sázková stránka PaddyPower.com „přestala přijímat sázky, protože na (Patty) bylo vsazeno hodně peněz“. Jean řekl deníku The Advocate, že považuje za „šílenou věc, aby někdo přijímal sázky na výsledek, který mohou určit jiní lidé“, čímž měl na mysli štáb Simpsonových, „a který mohou na poslední chvíli změnit“.
Epizoda byla silně propagována, některé zdroje ji označily za „velmi očekávanou“ a „dlouho očekávanou“. Kromě publicity ohledně coming outu jedné z postav byl díl před svým odvysíláním hodně diskutován v médiích kvůli tématu homosexuálního manželství. Zábavní web MovieWeb v říjnu 2004 předpovídal, že se epizoda po odvysílání stane kontroverzní kvůli velkému dětskému publiku a „také proto, že přichází v době, kdy se mnoho států snaží zakázat svatební obřady osob stejného pohlaví“. Podle Knight Ridderu „některé konzervativní skupiny (…) kvůli epizodě předem vrčely“, ale většina reklamy před vysíláním byla zaměřena na coming out. Mark Pinsky naopak ve své knize The Gospel According to The Simpsons napsal, že když bylo oznámeno, že se epizoda seriálu zaměří na manželství homosexuálů, „podnítilo to debatu, jakou dokáže vyvolat jen málo témat a málo televizních pořadů“. Před původním odvysíláním epizody poskytl Pinsky jako autor knihy o náboženství v Simpsonových rozhovory o této epizodě v pořadu ABC World News Tonight, CNN, rozhlasové stanici BBC a dalších.
Televizní stanice Fox, která Simpsonovy vysílá, se rozhodla epizodu zahájit varováním o vhodnosti sledování pořadu dětmi, v němž se uvádí, že „obsahuje diskuzi o manželství osob stejného pohlaví“ a že „se doporučuje rodičovská opatrnost“. Pro seriál to bylo první varování, které se předtím neobjevilo ani u rodičovských doporučení, když se zabývalo tématy, jako je užívání drog, závislost na hazardních hrách, krádeže, zločin a násilí. Podobné varování, jaké se objevilo na začátku této epizody, bylo použito před „dílem se štěňaty“ s homosexuální tematikou v seriálu Ellen. Rozruch, který díl vyvolal, přilákal k jejímu vysílání mnoho diváků, a stanice Fox se jej proto rozhodla odvysílat v době vysoké sledovanosti. Epizodu sledovalo ve Spojených státech 10,5 milionu lidí, což z ní učinilo nejsledovanější epizodu 16. řady Simpsonových. Oproti průměrné sledovanosti řady se zvýšila o dva miliony.

## Přijetí
V dílu Svatby podle Homera se poprvé v televizi objevilo animované manželství osob stejného pohlaví.
Televizní publicista Ray Richmond napsal, že tato epizoda byla pro Simpsonovy kulturním milníkem a že „téma (manželství homosexuálů) bylo do jisté míry mainstreamové, ale nyní, když ho (štáb) uznal za hodné seriálu, je vetkáno do populární kultury. Simpsonovi propůjčili něčemu, co nikdy předtím nemělo popkulturní status, prostě tím, že byli zralí na vtip.“ John Kenneth White, autor knihy Barack Obama's America, podobně označil díl za prolomení kulturní bariéry.
Epizoda, která se podle deníku The New York Times zabývala „jedním z nejrozporuplnějších témat v americké společnosti“, se po odvysílání stala předmětem kontroverzí a autoři knihy The Marriage and Family Experience ji označili za „jednu z nejkontroverznějších epizod často kontroverzního kresleného seriálu“. Několik konzervativních skupin a amerických křesťanských konzervativců se domnívalo, že propaguje manželství osob stejného pohlaví. Prezident Parents Television Council L. Brent Bozell III kritizoval díl za to, že tuto otázku nastolil. Přestože sám epizodu neviděl, poznamenal, že „v době, kdy je nálada veřejnosti v drtivé většině proti homosexuálním sňatkům, jakýkoli pořad, který propaguje homosexuální sňatky, záměrně popírá náladu veřejnosti“. Výzkumník Americké asociace pro rodinu jménem Ed Vitagliano prohlásil, že prezentace stejnopohlavních manželství v epizodě byla „velmi jednostranná“. Podle něj tato epizoda dokazuje „zjevnou prohomosexuální zaujatost Hollywoodu“, protože přestože Simpsonovi jsou „obecně tak trochu potrhlý animovaný pořad“, nejsou v této otázce neutrální. Bozell se také obával, jaký vliv bude mít epizoda na děti, a to i přes doporučení o rodičovské diskrétnosti na začátku. Bozell v této souvislosti uvedl: „Máte tu pořad, který sledují miliony dětí. Potřebují děti, aby jim bylo manželství homosexuálů vnucováno jako téma? Proč je prostě nemůžeme pobavit?“. Podobně Vitagliano uvedl, že Simpsonovi sleduje mnoho dětí a Hollywood „vytáhne všechny trumfy, aby propagoval manželství osob stejného pohlaví – a děti tím budou ovlivněny“.
Mark Washburn z Knight Ridderu napsal, že v době vysílání epizody byla většina Američanů zvyklá vídat v televizi homosexuální postavy. Proto se podle něj Pattyin coming out nestal tak kontroverzním jako zkoumání problematiky manželství osob stejného pohlaví, které bylo v zemi tehdy citlivější. Kontroverze se stala tak velkou, že místní zpravodajské pořady o ní v některých městech vysílaly. V reakci na tvrzení, že tato epizoda podporuje sňatky homosexuálů, Al Jean odpověděl, že „ve skutečnosti nezaujímáme žádné postoje pro nebo proti něčemu, jen rádi zkoumáme všechny strany problému a myslím, že každý, kdo by z kresleného seriálu čerpal politická moudra, by se mohl šeredně mýlit“. Stejně tak Mark Pinsky v knize The Gospel According to The Simpsons píše, že po skončení epizody bylo těžké říct, jaký postoj k manželství osob stejného pohlaví autoři zaujímají a že „obě strany sporu měly své slovo, vyjádřené různými postavami Simpsonových“. Jean tuto epizodu také citoval na obranu kritiků, kteří tvrdí, že Simpsonovi v pozdějších letech ztratili na aktuálnosti a ostrosti. Ve své knize The Simpsons: An Uncensored, Unauthorized History na to reagoval John Ortved, který poznamenal, že navzdory kontroverzím byla epizoda „ve skutečnosti zdlouhavým a chabým zkoumáním tématu“.
Díl se setkal s pozitivním přijetím, zejména ze strany skupin hájících práva homosexuálů. Gay & Lesbian Alliance Against Defamation (GLAAD) epizodu přivítala a označila ji za „paprsek světla“. Výkonná ředitelka GLAAD Joan Garryová ráda viděla Marginu proměnu, kdy se od ambivalentních citů ke své sestře dostala k její podpoře. Komentovala to slovy: „Když se Marge dozví, že se Patty chystá provdat za někoho, kdo ve skutečnosti není lesbička, uvědomí si, že to, co si její sestra skutečně zaslouží, je být zamilovaná a provdaná za člověka, který je pro ni ten pravý. Pokud si miliony diváků Simpsonových odnesly ze včerejší epizody tento kousek morální pravdy, byl to dobře strávený čas.“. David Kennerley z portálu AfterEllen.com schvaluje ochotu „hitového televizního pořadu v hlavním vysílacím čase, který sledují děti i dospělí, naservírovat tak politicky závažné téma“. Rick Garcia, aktivista skupiny za práva homosexuálů Equality Illinois, řekl deníku Chicago Tribune, že epizoda pravděpodobně pozitivně ovlivní společnost, a to díky kultovnímu statusu pořadu, který „formuje naše postoje“. Na rozdíl od mnoha konzervativních skupin Kennerley poznamenal, že „v tradici rovnostářského lavírování pořadu není poselství veskrze progayské. Hojně se vyskytují iritující lesbické stereotypy a tyran Nelson navrhuje, aby ‚legalizovali pohřby gayů‘. A reverend Lovejoy přirozeně zavře svůj kostel hříšníkům stejného pohlaví.“. Podle scenáristy Simpsonových Mikea Reisse měla epizoda své příznivce i mezi konzervativními skupinami. Časopisu Encore řekl, že „homosexuálové se k epizodě stavěli velmi vstřícně a byli s ní spokojeni, ale arcikonzervativcům a pravicovým křesťanům se epizoda také líbila, protože si zřejmě mysleli, že si z homosexuálů děláme legraci. Opravdu jsme to měli z obou stran.“
Kennerley dále napsal, že „na základě této epizody (…) jsou Simpsonovi ve vrcholné formě. Stále kraluje jako nejvtipnější, nejodvážnější a nejrychlejší půlhodina, jakou můžete v televizi vidět.“ Bill Gibron z PopMatters si také myslel, že epizoda byla vtipná, a komentoval ji slovy, že „zkoumala často citovaný ‚kluzký svah‘ umožňující definovat manželství mimo parametry muže a ženy – s veselým výsledkem.“. V souvislosti s odhalením, že Patty je lesba, The A. V. Club napsal, že „nebylo nijak zvlášť převratné“, ale že Margina počáteční reakce poskytla epizodě dobrý zvrat“. J. Stewart Burns byl za svou práci na dílu nominován na Cenu Sdružení amerických scenáristů v kategorii animace, ačkoli o cenu přišel ve prospěch jiného scenáristy Simpsonových.